# Leucobryum
Leucobryum ist eine vorwiegend tropische Moosgattung aus der Familie der Leucobryaceae. In Deutschland kommen nur zwei Arten vor, die häufig auf sauren Böden an schattigen bis halbschattigen Plätzen zu finden sind. Beide sind durch die Bundesartenschutzverordnung (Fassung 16. Februar 2005, Liste) geschützt.

## Merkmale
Leucobryum-Arten bilden meist weißlich grüne polsterförmige Rasen. Die Blätter stehen dicht an dem Stämmchen, das keinen Zentralstrang aufweist, und besitzen eine sehr breite Blattrippe, die fast das gesamte Blatt ausfüllt und aus 2- bis 10-schichtigen toten Zellen (den Hyalocyten) und ein- bis drei-schichtigen grünlichen Chlorocyten besteht. Die einzelne und aufrechte Seta besitzt an der Spitze aufrechte Kapseln, die meist 16 Peristomzähne aufweisen, lanzettlich geformt sind und bis zur Mitte zweischenklig sein können. Die Kalyptra ist mützenartig geformt.

## Arten (Auswahl)
Weltweit gibt es 83 Arten, die jedoch meist in den Tropen verbreitet sind. In Europa gibt es nur zwei Arten:
- Gemeines Weißmoos (Leucobryum glaucum)
- Wacholder-Weißmoos (Leucobryum juniperoideum)